# Узиэли, Моше
Моше Узиэли (Моисей Абрамович Узиелов) (1888, Мстиславль — 1946, Тель-Авив) — общественный деятель.

## Биография
Родился 27 декабря 1888 года[по какому календарю?] в богатой купеческой семье Авраама-Ицхака Узиелова и Хаи-Ривки Ривкин. Получил традиционное и светское образование. Окончил Императорский Харьковский университет (дипломированный фармацевт). Работал в Бахмуте (куда переехали его родители).
В юности примкнул к сионистскому движению. Был членом ставропольского (1906), бахмутского (1907-1912), московского (1912-1920) городских комитетов, московского окружного комитета (1917-1918) и временного ЦК (Москва, 1919-1920). Принимал участие в работе 10-го Всемирного сионистского конгресса в Базеле (1911). В годы Первой мировой войны секретарь Комитета по оказанию помощи евреям-беженцам. В 1917 секретарь Московской еврейской общины. В 1918 член президиума Всероссийского ЦК еврейских общин (Москва). С 1921 года — в Эрец-Исраэль, секретарь общинного совета в Тель-Авиве.
Умер 15 мая 1946 года в Тель-Авиве.